# Delitschia bispora
Delitschia bispora är en svampart som beskrevs av Eaton & E.B.G. Jones 1971. Delitschia bispora ingår i släktet Delitschia och familjen Delitschiaceae.   Inga underarter finns listade i Catalogue of Life.